# Chiesa di San Vigilio sul Monte
La chiesa di San Vigilio sul Monte è un luogo di culto cattolico presente dall'VIII secolo a Bergamo sul colle omonimo, e sussidiario della chiesa di Santa Grata inter Vites di via Borgo Canale, appartenente alla diocesi di Bergamo.

## Storia

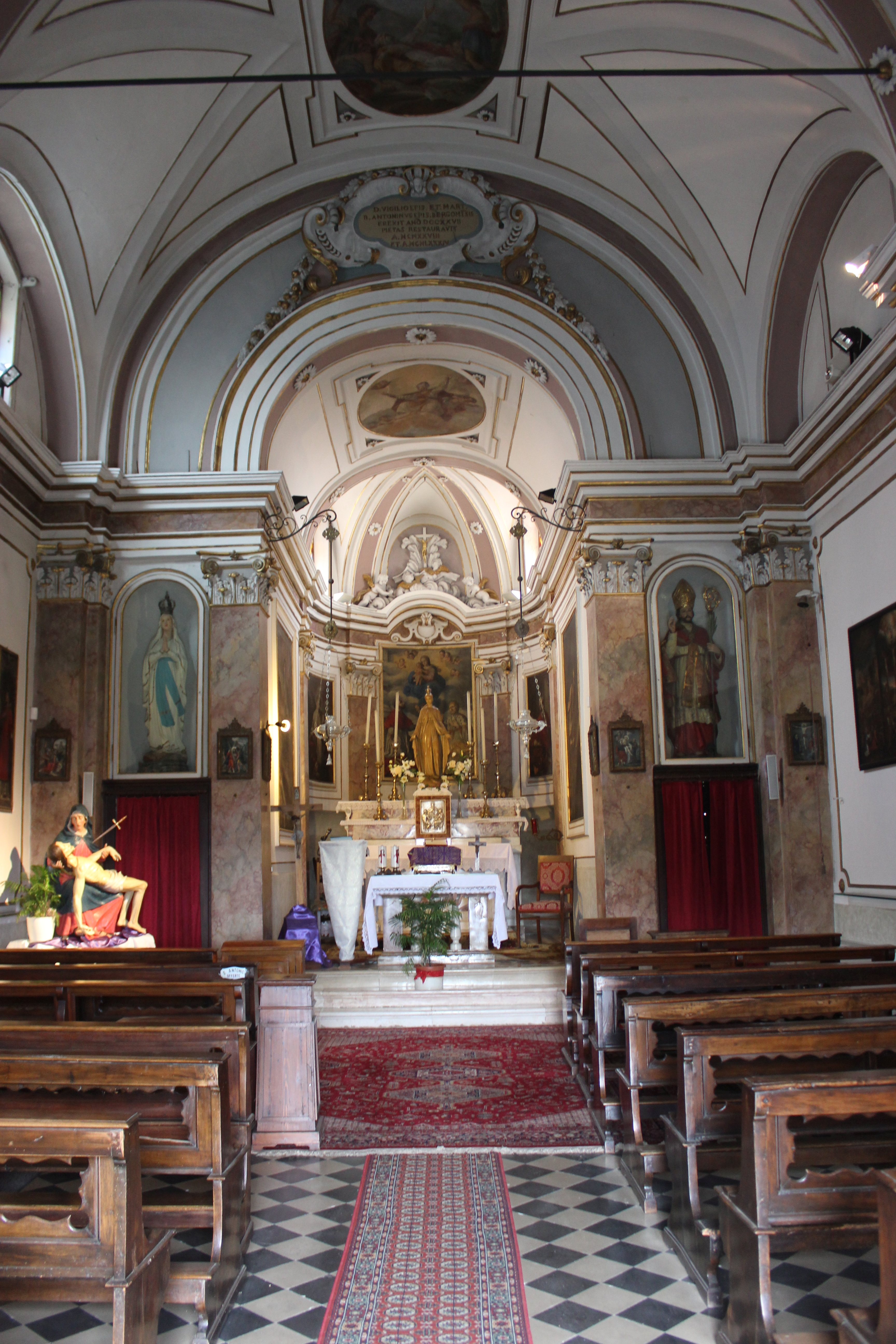
Interno

La presenza di una chiesa, di piccole dimensioni, conosciuta semplicemente come cappella, risulta essere presente sul monte San Vigilio, dedicata a santa Maria Maddalena già nel 727, e proprio il nome “cappella” veniva dato al luogo della sua edificazione, come indicato in un documento del 1167: «non molto lungi dalla città nel luogo detto la “Cappella”» e quindi “monte della Cappella”, venendo dedicata a san Vigilio, presumendo una sua presenza sul territorio di Bergamo, dando così il nome nuovo anche al colle. La dedicazione a Maria Maddalena, con la testimonianza di una presenza ecclesiastica, farebbe riferimento al periodo di occupazione carolingia di Carlo il Grosso, la santa era infatti particolarmente venerata in provenza. La chiesa nel Duecento era gestita dai frati domenicani e nel Trecento passò al giuspatronato degli umiliati della chiesa di Santa Maria del Galgario.
Il 24 settembre 1575 fu san Carlo Borromeo, arcivescovo di Milano, a visitare la chiesa inserita nella parrocchia di Santa Maria del Galgario, della quale descrive la presenza di tre altari di cui uno dedicato al santo titolare, Uno a sant'Anna e uno alla Madonna. La chiesa era già completa della torre campanaria, e godeva del giuspatronato di un consorzio gestito dalla famiglie della vicinia.
Nuovamente indicata nel Sommario delle chiese di Bergamo redatto dal cancelliere della curia Giovanni Giacomo Marenzi nel 1666 sempre affiliata alla chiesa parrocchiale di Santa Maria del Galgario, sul monte detto di San Vigilio.
Il 19 agosto 1781, la chiesa fu visitata dal vescovo di Bergamo Giovanni Paolo Dolfin, nella cui relazione risulta che era retta da un sacerdote, e sempre dipendente da quella di Santa Maria del Galgario, solo nel 1861 l'oratorio risulta sussidiario nella parrocchia di "Santa Grata Inter Vites" diventata “parrocchia urbana”.
Il Novecento vide la chiesa oggetto di lavori di manutenzione e restauro. Con l'adeguamento liturgico negli anni '80 del Novecento  con la posa dell'altare comunitario in marmo e legno recupero della balaustra ottocentesca.

## Descrizione

### Esterno
L'edificio è preceduto dl sagrato posto sui lati ovest e nord, accessibile da una gradinata che lo collega alla viabile urbana. Il fronte principale si presenta con il classico orientamento a ovest, con abside rivolta a est. La facciata è completa di un'alta zoccolatura in pietra, e tripartito da due lesene centrali in muratura tinteggiate di bianco e coronate da capitello ionico che reggono il timpano triangolare. Il protale centrale in pietra ospita la lunetta, dove è presente il bassorilievo in marmo di Zandobbio raffigurante il santo titolare.

### Interno
L'interno della chiesa a navata unica, è divisa da lesene in stucco in tre campate illuminate da due finestre a tutto sesto. Le lesene complete di basamento e capitello corinzi che reggono la trabeazione da cui s'imposta la volta a botte. Nella prima campata si conservano a sinistra un dipinto raffigurante san Remigio, mentre a destra la statua raffigurante la Pietà. A destra della seconda campata vi sono le tele raffiguranti scene dell'Antico Testamento. Il presbiterio è anticipato dall'arco trionfale e le due porte che conducono alla torre campanaria e ai locali della sagrestia e rialzato da tre gradini. Le statue della Madonna Immacolata e del Sacro Cuore sono poste su due nicchie laterali.